# Araneus pahli
Araneus pahli este o specie de păianjeni din genul Araneus, familia Araneidae. A fost descrisă pentru prima dată de Strand, 1906.
Este endemică în Camerun. Conform Catalogue of Life specia Araneus pahli nu are subspecii cunoscute.